# Catatemnus
Catatemnus es un género de arácnido del orden Pseudoscorpionida de la familia Atemnidae.

## Distribución geográfica
Las especies de este género son:
- Catatemnus birmanicus (Thorell, 1889)
- Catatemnus braunsi (Tullgren, 1907)
- Catatemnus comorensis (Ellingsen, 1910)
- Catatemnus concavus (With, 1906)
- Catatemnus exiguus Mahnert, 1978
- Catatemnus fravalae Heurtault, 1983
- Catatemnus granulatus Mahnert, 1978
- Catatemnus kittenbergeri Caporiacco, 1947
- Catatemnus monitor (With, 1906)
- Catatemnus nicobarensis (With, 1906)
- Catatemnus schlottkei Vachon, 1937
- Catatemnus thorelli (Balzan, 1891)
- Catatemnus togoensis (Ellingsen, 1910)